# جينغ هاي بنغ
جينغ هاي بنغ (بالصينية: 景海鹏) مواليد 24 أكتوبر 1966 في شانشي، هو طيار و رائد فضاء مختار كاحد رواد برنامج شنتشو الصينية للفضاء.جينغ هاي بنغ عمل طيار مقاتل في سلاح الجو لجيش التحرير الشعبي ، تم اختياره ليكون رائد فضاء في عام 1998.
كان جينغ هاي بنغ قائد مهمة الرحلة شينزو 11، وشاركه الرحلة تشن دونغ الذي كانت هذه رحلته الأولى.